# Chiesa di San Giovanni a Porta Latina
La chiesa di San Giovanni a Porta Latina è un luogo di culto cattolico del centro storico di Roma, situato lungo l'omonima via nei pressi delle mura aureliane e di porta Latina, all'estremità meridionale del rione Celio, area già detta "il disabitato"; essa è sede di rettoria affidata ai rosminiani, nonché dell'omonimo titolo cardinalizio.
Sorge nei pressi della chiesa di San Giovanni in Oleo che sarebbe stata edificata nel luogo in cui, secondo la tradizione, l'apostolo Giovanni sarebbe sopravvissuto alla tortura dell'olio inflittagli dall'imperatore Domiziano.

## Storia e descrizione

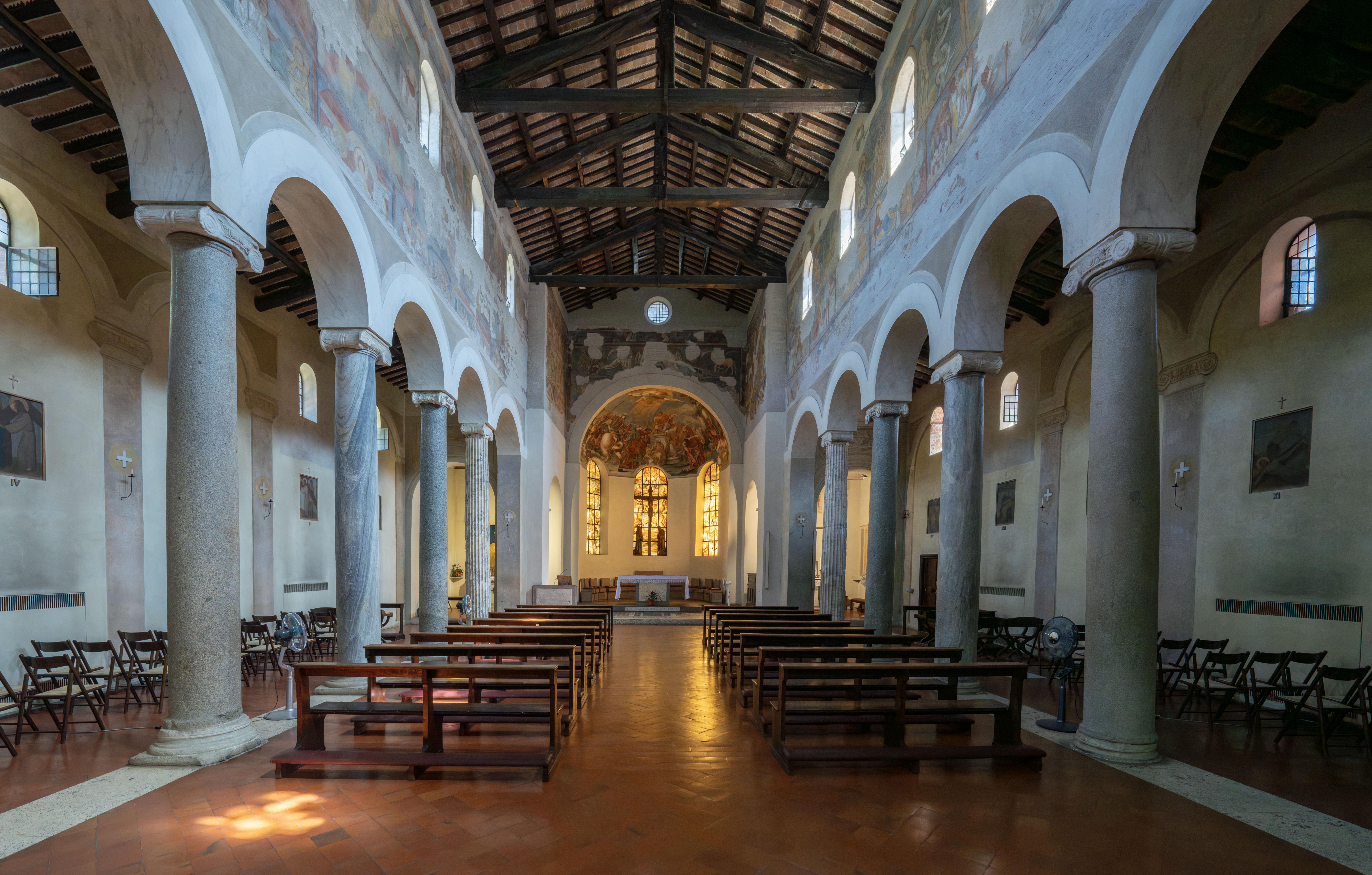
Interno

La costruzione della chiesa risale alla fine del IV secolo, ma subì restauri e ammodernamenti già nel V secolo e poi nell'VIII, nel IX, nell'XI e nel XIII secolo.
Fu fondata nel V secolo o alla fine del IV, ricostruita certamente nel 720 e restaurata nel 1191 (il 10 maggio dello stesso anno venne dedicata da papa Celestino II), con l'aggiunta di un nuovo bel campanile a sei ordini di trifore e di un nuovo ciclo di affreschi con ben 46 scene bibliche sia vetero che neotestamentarie. L'importante ciclo, recentemente restaurato, rappresenta, insieme al salone gotico nel Monastero dei Santi Quattro Coronati, uno degli esempi maggiori di pittura medioevale nella Capitale realizzati precedentemente all'importante periodo del Cavallini e della sua Scuola Romana. Tra il XVI e il XVII secolo fu arricchita da un nuovo affresco absidale su cartone del Cavalier d'Arpino. Nel 1517 papa Leone X la elevò a titolo cardinalizio.
Verso il 1578 un gruppo di portoghesi vi fondò una sorta di confraternita, e usava questa chiesa (all'epoca in stato di quasi abbandono, con il titolo lungamente vacante, per essere stata praticamente espropriata del proprio patrimonio dall'arcibasilica di San Giovanni in Laterano) per celebrare i propri riti, tra cui, matrimoni tra coppie omosessuali. Secondo una versione si trattava di marranos rifugiati in Italia. Quel che è certo è che per questa storia furono eseguite, a Porta Latina, non meno di sette condanne a morte per rogo come riportano Ludwig von Pastor, nella Storia dei Papi e Michel de Montaigne nel suo  Journal de Voyage en Italie par la Suisse et l'Allemagne (en 1580 et 1581).
Un ulteriore rifacimento, che la riportò alle antiche caratteristiche medievali, si ebbe nel 1940-41, quando la chiesa fu assegnata ai Rosminiani, che oggi nel plesso conventuale adiacente hanno la curia generalizia dove risiede il moderatore generale della congregazione e lo studentato internazionale.
Il portico medioevale e le navate della chiesa sono sostenuti da colonne di spoglio appartenenti, secondo la leggenda, ad un tempio di Diana, parzialmente spogliate a favore del Laterano alla fine del XVIII secolo.
Nella chiesa si trova un organo a canne a trasmissione elettrica e 11 registri costruito nel 1940 dalla ditta Balbiani Vegezzi-Bossi.